# Jay Williams
Jason David "Jay" Williams (Plainfield, Nueva Jersey, 10 de septiembre de 1981) es un exjugador de baloncesto estadounidense que disputó una temporada en la NBA. Con 1,88 metros de altura, jugaba de base. 

## Trayectoria deportiva

### Universidad
Asistió al instituto en Nueva Jersey, donde no sólo destacó como jugador de baloncesto, sino que también estaba considerado un gran jugador de ajedrez, y jugó un año al fútbol y otro al voleibol. Jugó durante tres años con los Blue Devils de la Universidad de Duke, donde fue toda una estrella . Promedió 19,3 puntos y 6 asistencias por partido, y recibió varios premios al mejor jugador del año, incluido el Naismith College Player of the Year.

#### Estadísticas
| Año     | Equipo | PJ  | PT  | MPP  | %TC  | %3P  | %TL  | RPP | APP | ROB | TPP | PPP  |
| ------- | ------ | --- | --- | ---- | ---- | ---- | ---- | --- | --- | --- | --- | ---- |
| 1999–00 | Duke   | 34  | 34  | 34.0 | .419 | .354 | .685 | 4.2 | 6.5 | 2.4 | .2  | 14.5 |
| 2000–01 | Duke   | 39  | 39  | 31.8 | .473 | .427 | .659 | 3.3 | 6.1 | 2.0 | .1  | 21.6 |
| 2001–02 | Duke   | 35  | 35  | 33.6 | .457 | .383 | .676 | 3.5 | 5.3 | 2.2 | .1  | 21.3 |
| Total   | Total  | 108 | 108 | 33.1 | .453 | .393 | .671 | 3.7 | 6.0 | 2.2 | .1  | 19.3 |

### Profesional

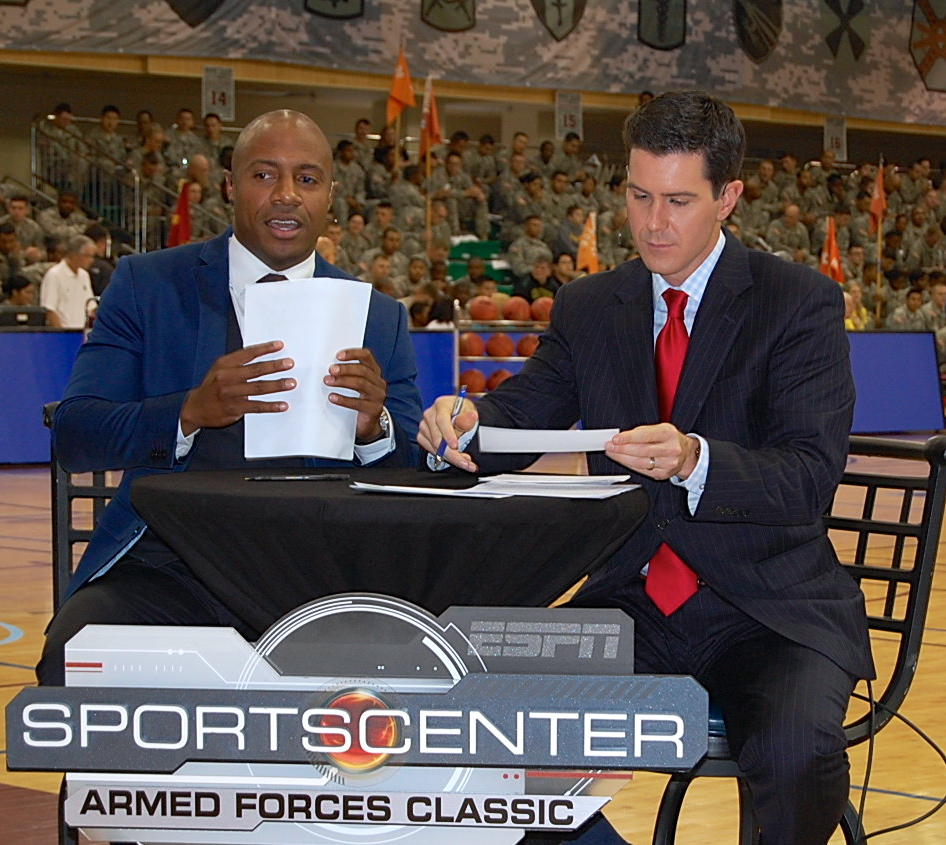
Williams (izquierda) como comentarista de la ESPN en 2013.

Fue elegido en la segunda posición del Draft de la NBA de 2002 por los Chicago Bulls, justo detrás del chino Yao Ming. Llegó a hacerse con el puesto de titular, compartiendo los minutos de juego con el otro base de Chicago, Jamal Crawford y llegando a anotar un triple-doble ante el equipo de su ciudad natal, New Jersey Nets. Acabó la temporada con 9,5 puntos y 4,7 asistencias en 26 minutos, siendo incluido en el segundo mejor quinteto de rookies de la liga.
Todo cambió el 19 de junio de 2003, cuando, después de dar una charla a jóvenes jugadores en un campus de verano, se estrelló con su motocicleta de gran cilindrada en las calles de Chicago, fracturándose la pelvis y los ligamentos de la rodilla, dañando un nervio de la pierna. Estuvo hospitalizado durante tres meses y medio e incluso los médicos se plantearon la amputación de la pierna. Durante su larga recuperación, fue comentarista de la ESPN en partidos de la Liga Universitaria.
En 2006 sorprendió a los ojeadores de la NBA con su recuperación, y firmó con el equipo de su ciudad New Jersey Nets, jugando 5 partidos en pretemporada, pero unos días antes del comienzo de la liga es cortado. En diciembre de ese mismo año ficha por los Austin Toros de la NBA Development League, pero al poco tiempo fue apartado del equipo por una nueva lesión.
Williams ha anunciado recientemente que no tiene planes de reanudar su carrera baloncestística y actualmente trabaja para 24 Hour Fitness, mostrando sus dotes como entrenador-motivador gracias a su carácter de superación. Colaboraba como analista de la CBS durante el curso 2008 de la NCAA Masculina Torneo de Baloncesto. 
En agosto de 2009, tras participar con un combinado de jugadores americanos en China, se planteó su regreso, e intentó encontrar equipo en la Chinese Basketball Association.

### Selección nacional
Con la sección júnior de Estados Unidos, participó en el Campeonato FIBA Américas Sub-20 del 2000, donde se llevó la medalla de plata.
Williams fue integrante del combinado absoluto estadounidense que participó en el Mundial de 2002 y que terminó en sexta posición.

## Estadísticas de su carrera en la NBA

### Temporada regular
| Año     | Equipo  | PJ | PT | MPP  | %TC  | %3P  | %TL  | RPP | APP | ROB | TPP | PPP |
| ------- | ------- | -- | -- | ---- | ---- | ---- | ---- | --- | --- | --- | --- | --- |
| 2002-03 | Chicago | 75 | 54 | 26.1 | .399 | .322 | .640 | 2.6 | 4.7 | 1.1 | .2  | 9.5 |
| Total   | Total   | 75 | 54 | 26.1 | .399 | .322 | .640 | 2.6 | 4.7 | 1.1 | .2  | 9.5 |